# 广西云斑蛛
广西云斑蛛（学名：Cyrtophora guangxiensis）为园蛛科云斑蛛属的动物。在中国大陆，分布于广西、云南等地。该物种的模式产地在广西南宁、云南。
其种加词“guangxiensis”意为“广西的”。